# Marcipa eucrines
Marcipa eucrines là một loài bướm đêm trong họ Erebidae.